# Balnageith
Balnageith è il nome attuale di una località dove si troverebbero i resti di un fortino, che secondo alcuni archeologi sarebbe romano, costruito ai tempi di Giulio Agricola nella Caledonia (attuale Scozia) settentrionale

## Storia
Il fortino è stato identificato tramite fotografie aeree nel 1989, vicino al porto di Forres (non lontano da Inverness). Da scavi effettuati negli anni successivi gli archeologi Jones e Daniels hanno formulato l'ipotesi che potesse trattarsi di un fortino costruito da Agricola, che avrebbe fatto parte di una serie di fortificazioni che fece nell'83-84, nel corso delle sue campagne in Britannia. Il Fortino, che era situato in un punto strategico per attraversare il fiume Findhorn, fu abbandonato dai legionari romani dopo un paio di anni al massimo, anche se lo storico Breeze afferma che potrebbero esservi rimasti fino all'87.
Tacito scrisse infatti che dopo la vittoria del Monte Graupio, alcuni legionari di Agricola raggiunsero i territori dei Boresti (probabilmente gli abitanti di Forres, vicino Balnageith), dove svernarono possibilmente in fortificazioni come Cawdor e Balnageith.

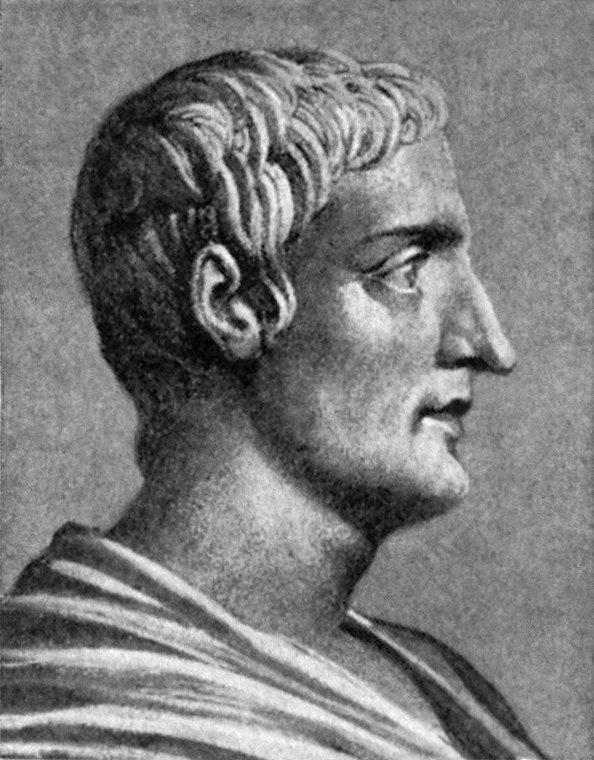
Publio Cornelio Tacito scrisse che Agricola, dopo la vittoria del Monte Graupio, raggiunse le terre dei Boresti (abitanti dell'area di Forres, dove si trova Balnageith)

Inoltre sono state rinvenute alcune monete romane dell'epoca flaviana nelle vicinanze di Balnageith, specialmente a Forres.

## Caratteristiche
Barri Jones nel 1990 affermò che Balnageith era un accampamento romano di circa 2,4 ettari dotato di una torre (forse l'unica sopravvissuta all'erosione fluviale). L'esistenza di questa torre e della rampa collegata fecero affermare nel 1997 al Jones che la fortificazione molto probabilmente doveva essere stata un fortino con costruzioni interne. Jones voleva effettuare ulteriori ricerche per appurare con totale certezza se era un fortino, ma è deceduto improvvisamente nel 1999. Il fortino mostra una struttura rettangolare difesa da fossato a tipica forma "V" dell'epoca di Agricola. Inoltre dal radar appare l'esistenza di un possibile "titulum" (costruzione interna) di forte romano.